# Montauban-sur-l’Ouvèze
Montauban-sur-l’Ouvèze település Franciaországban, Drôme megyében. Lakosainak száma 117 fő (2022. január 1.). Montauban-sur-l’Ouvèze Chauvac-Laux-Montaux, Izon-la-Bruisse, Laborel, Mévouillon, Montguers, Rioms, Roussieux és Vers-sur-Méouge községekkel határos.

## Népesség
A település népességének változása:
| Lakosok száma | 140  | 80   | 81   | 114  | 103  | 107  | 110  | 119  | 120  | 117  |
|               | 1968 | 1982 | 1990 | 2006 | 2013 | 2015 | 2017 | 2019 | 2020 | 2022 |